# Leon (Feldherr)
Leon (altgriechisch Λεών Leṓn; * um 460 v. Chr.; † 406 v. Chr.) war ein Politiker und Feldherr im klassischen Athen zur Zeit des Peloponnesischen Krieges (431–404 v. Chr.). Er stand der demokratischen Partei nahe.
Der Geschichtsschreiber Thukydides erwähnt ihn zuerst im Jahr 421 v. Chr., wo er zu den Athener Politikern gehörte, die den zwischen Athen und Sparta abgeschlossenen sogenannten Nikias-Frieden beschworen wie auch das zwischen den beiden griechischen Staaten in diesem Zusammenhang abgeschlossene Militärbündnis.
412 v. Chr. wurde Leon mit zehn Schiffen zur Verstärkung in die östliche Ägäis entsandt, wo auf der Insel Samos vor der kleinasiatischen Küste mit athenischer Unterstützung ein gewaltsamer revolutionärer Umsturz stattgefunden hatte. Dabei waren vom Volk der Insel 200 Aristokraten und Reiche ermordet, weitere 400 in die Verbannung getrieben und deren Grundbesitz und Häuser enteignet worden. Die damit auf der Insel errichtete Volksherrschaft blieb fortan ein treuer Verbündeter Athens.
Gemeinsam mit seinem Kollegen Diomedon, der über 15 Schiffe verfügte, intervenierte Leon, als auf der Nachbarinsel Lesbos die Stadt Mytilene von den Athenern abfiel. Beide Admiräle vollbrachten einen spektakulären Coup, als es ihnen gelang, mit ihrer Flotte aus voller Fahrt unversehens in den Hafen von Mytilene einzubiegen und die dort liegenden Schiffe aus Chios (einer mit Sparta verbündeten Insel) zu überwältigen. Nachdem sie auch an Land den Widerstand im Kampf gebrochen hatten, konnten sie die abtrünnige Stadt wieder für Athen in Besitz nehmen.
In der Folgezeit führten Leon und Diomedon von Lesbos aus einen Seekrieg gegen die Insel und die Stadt Chios, die sie belagerten. Im Winter 412/411 v. Chr. wurden Leon und Diomedon zu Nachfolgern der abberufenen Feldherrn Phrynichos und Skironides ernannt. Sie führten nun mit ihrer Flotte Krieg gegen die Insel Rhodos und die dort liegenden Spartaner.
Als 411 v. Chr. in Athen die oligarchische Versammlung der Vierhundert die Macht übernommen hatte, blieb das Heer in Samos ein Hort des demokratischen Widerstands gegen das neue Regime. Als daher in Samos ebenfalls eine aristokratische Klique die Macht übernehmen wollte, stieß sie auf den Widerstand der athenischen Soldaten und ihrer demokratisch gesinnten Führer, zu denen auch Leon und Diomedon gehörten. Im Zusammenwirken mit Thrasybulos und Thrasyllos gelang es ihnen, einen oligarchischen Umsturz auf Samos zu verhindern. (Thukydides 8,73f.).
407 v. Chr. war Leon – wie Xenophon (Hellenika 1,5,16) berichtet – einer der zehn athenischen Feldherrn, die gewählt wurden, um den beim Volk nach einer verlorenen Seeschlacht wiederum in Ungnade gefallenen Oberbefehlshaber Alkibiades abzulösen.
Gemeinsam mit seinen Feldherrnkollegen Konon und Erasinides musste sich Leon 406 v. Chr. vor der übermächtigen spartanischen Flotte unter Kallikratidas in den Hafen der Stadt Mytilene auf Lesbos flüchten. Bei einem Seegefecht am Eingang zum Hafen von Mytilene verloren die Athener 30 von ihren 70 Schiffen und wurden nunmehr dort von der spartanischen Flotte belagert. Um Verstärkung aus Athen heranzuholen, beschloss man, dass zwei Schiffe die spartanische Belagerungssperre vor dem Hafen von Mytilene durchbrechen und versuchen sollten, nach Athen zu gelangen. Offenbar – Xenophon schweigt zu den Einzelheiten – wurde beschlossen, dass der Feldherr Konon in Mytilene bleibt, während seine Kollegen Erasinides und Leon mit je einem Schiff versuchen sollten, in unterschiedliche Richtungen (aufs offene Meer hinaus und Richtung Hellespont) zu entkommen.
Man muss annehmen, dass Leon dasjenige der beiden Schiffe befehligt hat, das in Richtung offenes Meer flüchtete. Während es seinem Kollegen Erasinides gelang, in Richtung Hellespont zu entkommen, wurde Leons Schiff von den Spartanern nach einer Verfolgungsfahrt gestellt, im Kampf besiegt und zurückgeschleppt. Wahrscheinlich ist Leon dabei umgekommen.
In der darauf folgenden Seeschlacht bei den Arginusen im selben Jahr siegten die Athener. Leon wird unter den Feldherrn, die an dieser Schlacht teilnahmen, von Xenophon nicht mehr genannt, stattdessen wird als Feldherr Lysias erwähnt, der wahrscheinlich gewählt wurde, um ihn zu ersetzen. Leons Schicksalsgefährten Diomedon und Erasinides sowie sein Nachfolger Lysias befehligten in dieser Schlacht erfolgreich Teile der athenischen Flotte und trugen so zum Sieg der Athener bei. Die siegreichen Athener Feldherrn wurden jedoch bei dem darauffolgenden Arginusenprozess in Athen angeklagt, verurteilt und hingerichtet, ein Schicksal, das Leon durch seinen vorherigen Tod erspart blieb.